# توپولکا (استان کویافسکو-پومورسکی)
توپولکا (به لهستانی:  Topólka) یک روستا در لهستان است که در گمینا توپولکا واقع شده‌است. توپولکا ۴۸۰ نفر جمعیت دارد.